# Peter Schuch
Peter Schuch (* 9. Juli 1925 in Sânnicolau Mare (deutsch Großsanktnikolaus), Königreich Rumänien; † 17. Oktober 2002 in Mönchengladbach) war ein deutscher Theaterschauspieler am Deutschen Staatstheater Temeswar (DSTT).

## Leben und Wirken
Der Banater Schwabe Peter Schuch wurde 1925 in Großsanktnikolaus als Handwerkerssohn geboren. 1943, im Alter von 18 Jahren, wurde er an die Ostfront des Zweiten Weltkriegs einberufen. Nach dem Ende des Krieges arbeitete Schuch in einem Textilbetrieb in Timișoara (deutsch Temeswar), wo er in einer Laiengruppe spielte. 1953, im Gründungsjahr des DSTT, ließ er sich dort als Eleve zum Schauspieler ausbilden. Er debütierte am 27. Juni 1953 in der ersten deutschen Vorstellung des Ensembles als Anton Koch in Laubes Stück „Die Karlsschüler“.
Bis 1981 spielte Peter Schuch über 100 Rollen, davon etwa 75 Hauptrollen, so in Goethes Egmont, Götz von Berlichingen und Faust, in Schillers Räuber und Wilhelm Tell. Hinzu kommen Lessings Nathan der Weise und Shakespeares Othello. Aus der Heimatliteratur gab er den Meister Jakob in Adam Müller-Guttenbrunns „Meister Jakob und seine Kinder“ und den „Mathias Till“ im gleichnamigen Bauerndrama von Ludwig Schwarz. Als überzeugender Komödiant spielte er in Stücken von Johann Nestroy, Ludwig Thoma, George Bernard Shaw, Shakespeare und Molière. Schuch spielte auch in rumänischen Filmen, so in einem Film über den rumänischen Flugpionier Aurel Vlaicu, in dem er dessen deutschen Lehrer Professor Ebert aus Dresden spielte. In „Schach dem König“ spielte Schuch eine weitere Filmrolle.
Ende der 1980er Jahre erkrankte Peter Schuch an Krebs. Kurz nach der Rumänischen Revolution 1989 wurde er aus Rumänien ausgeflogen und in Freiburg im Breisgau operiert. Danach ließ er sich mit seiner Familie in Mönchengladbach nieder, wo er bis zu seinem Tod 2002 lebte.

## Auszeichnungen
- Auszeichnung für kulturelle Verdienste der Volksrepublik Rumänien
- Von den Lesern der Neuen Banater Zeitung wurde Peter Schuch 1972 und 1980 zum Publikumsliebling gewählt.[2]